# والتر (اسم)
والتر (بالإنجليزية: Walter)‏ وبالألمانية فالتر هو اسم علم شخصي مذكر من أصل جرماني، منتشر في العالم الغربي، معنى الاسم هو القوة واللمعان وقائد الجيش.

## الشخصيات
- والتر كريغر كاتب وعسكري أمريكي
- والتر جونز جونيور سياسي أمريكي
- والتر إيزاكسون كاتب أمريكي
- والتر كريفيتسكي قائد استخبارات سوفيتي
- والتر مونديل سياسي ودبلوماسي أمريكي
- والتر زينغا لاعب ومدرب كرة قدم إيطالي
- والتر شويهارت فيزيائي أمريكي
- والتر براتين فيزيائي أمريكي
- والتر أوبراين رجل أعمال أيرلندي
- والتر ألفاريز عالم جيولوجيا وآثار أمريكي
- والتر أندرسون كاتب ومؤرخ أمريكي
- والتر أوكن اقتصادي ألماني
- والتر إيبل ممثل أمريكي
- والتر بنيامين فيلسوف ألماني
- والتر برينان ممثل أمريكي
- والتر بيديل سميث دبلوماسي وعسكري أمريكي
- والتر باغوت صحفي ورجل أعمال بريطاني
- والتر بيدجون مغني وممثل أمريكي
- والتر بلوك اقتصادي أمريكي
- والتر تافاريس لاعب كرة سلة أمريكي
- والتر ثورنهر فيزيائي سويسري
- والتر جوتيل ممثل ألماني
- والتر جونسون لاعب كرة قاعدة أمريكي
- والتر جيلر ممثل ألماني
- والتر غارغانو لاعب كرة قدم أورغواياني
- والتر دي لامار شاعر أمريكي
- والتر دي ماريا ملحن أمريكي
- والتر دونالدسون ملحن وعازف بيانو أمريكي
- والتر ديفيس لاعب كرة سلة أمريكي
- والتر ديفيس متسابق قفز ثلاثي أمريكي
- والتر ديكس عداء سريع أمريكي
- والتر روثر ناشط سياسي أمريكي
- والتر رالي شاعر إنجليزي
- والتر رورل سائق راليات ألماني
- والتر رودني مؤرخ غياني
- والتر زاب مخترع ألماني سويسري
- والتر سكوت روائي وشاعر اسكتلندي
- والتر صامويل لاعب كرة قدم أرجنتيني
- والتر سالس مخرج وكاتب سيناريو برازيلي
- والتر سليزاك ممثل نمساوي
- والتر سيسولو سياسي جنوب أفريقي
- والتر سيدني آدمز سياسي أمريكي
- والتر شلينبرج قائد عسكري أمريكي
- والتر شوتكي فيزيائي ألماني
- والتر شتاينر متزلج سويسري
- والتر غيفارا سياسي ودبلوماسي بوليفي
- والتر فيلتروني سياسي وصحفي إيطالي
- والتر كانون فيزيائي أمريكي
- والتر كينوج مخرج أمريكي
- والتر كوفمان فيلسوف أمريكي
- والتر كرونكايت مذيع وصحفي أمريكي
- والتر كاسبر كاهن كاثوليكي ألماني
- والتر كون كيميائي وفيزيائي أمريكي
- والتر كيرلاخ فيزيائي ألماني
- والتر كونولي ممثل أمريكي
- والتر كريستالر عالم جغرافيا ألماني
- والتر كرايسلر مهندس سيارات أمريكي
- والتر لوين فلكي وفيزيائي هولندي
- والتر لانتز رسام كارتون وممثل أمريكي
- والتر ليبمان صحفي أمريكي
- والتر ميشيل عالم نفس أمريكي
- والتر ماتزاري لاعب كرة قدم إيطالي
- والتر ميلر روائي أمريكي
- والتر مونك عالم أرض وبحر أمريكي
- والتر ماش منتج أمريكي
- والتر موسلي ممثل وكاتب سيناريو أمريكي
- والتر مونتيلا لاعب كرة قدم أرجنتيني
- والتر مويس لاعب كرة قدم بلجيكي
- والتر نوفيلينو لاعب كرة قدم إيطالي
- والتر هيل مخرج ومنتج أمريكي
- والتر هيوستن ممثلو مغني كندي أمريكي
- والتر هيلر اقتصادي أمريكي
- والتر هالشتاين أكاديمي ودبلوماسي أمريكي
- والتر هانت مخترع أمريكي
- والتر هاغن لاعب غولف أمريكي
- والتر وارليمونت قائد عسكري أمريكي
- والتر وينشل صحفي أمريكي
- والتر وينتربوتوم لاعب كرة قدم إنجليزي
- فالتر غروبيوس معماري ألماني
- فالتر أولبريشت سياسي ألماني
- فالتر بوته فيزيائي أمريكي
- فالتر مودل قائد عسكري ألماني
- فالتر شيل سياسي ألماني
- فالتر نيرنست كيميائي وفيزيائي ألماني
- فالتر نوفوتني طيار عسكري نمساوي
- فالتر يينس مؤرخ ألماني

### شخصيات خيالية
- والتر وايت إحدى شخصيات مسلسل اختلال ضال